# Brom
Bromine (bắt nguồn từ từ tiếng Pháp brome /bʁom/), còn được viết là bờ-rôm, brom, là nguyên tố hóa học thứ 3 thuộc nhóm Halogen (bao gồm fluor, clo, brom, iod, astatin, tennessine), có ký hiệu Br và số nguyên tử 35. Cả nhóm Halogen thuộc nhóm VIIA trong bảng hệ thống tuần hoàn.
Bromine là một chất lỏng bốc khói màu nâu đỏ ở nhiệt độ phòng. Nó bốc hơi dễ dàng để hình thành chất khí màu tương tự. Thuộc tính của bromine là trung gian giữa clo và iod. Bromine được phát hiện độc lập bởi hai nhà hóa học Carl Jacob Löwig (năm 1825) và Antoine Jérôme Balard (năm 1826).
Bromine nguyên chất có tính phản ứng rất mạnh và do đó không tồn tại bromine ở dạng tự do trong tự nhiên. Nó chủ yếu tồn tại trong các dạng muối halogen khoáng tinh thể hòa tan không màu, tương tự như muối ăn. Trong khi brom khá hiếm trong vỏ Trái Đất, độ hòa tan cao của các ion bromide (Br-) đã khiến cho tích lũy của nó trong các đại dương là khá lớn. Có thể dễ dàng tách brom từ các hồ nước muối, chủ yếu ở Hoa Kỳ, Israel và Trung Quốc. Trữ lượng của brom trong các đại dương là khoảng 1/300 trữ lượng của clo.

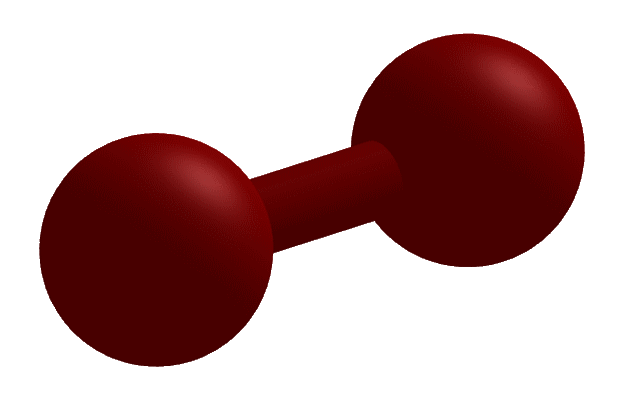
Phân tử Brom, Br_{2}

## Lịch sử
Brom được hai nhà hóa học Antoine Balard và Carl Jacob Löwig phát hiện độc lập với nhau năm 1825 và 1826.
Balard tìm thấy các muối bromide trong tro của tảo biển từ các đầm lầy nước mặn ở Montpellier năm 1826. Tảo biển được sử dụng để sản xuất iod, nhưng cũng chứa brom. Balard chưng cất brom từ dung dịch của tro tảo biển được bão hòa bằng clo. Các tính chất của chất thu được là tương tự như của chất trung gian giữa clo và iod, với các kết quả này ông cố gắng để chứng minh chất đó là monoclorua iod (ICl), nhưng sau khi thất bại trong việc chứng minh điều đó ông đã tin rằng mình đã tìm ra một nguyên tố mới và đặt tên nó là muride, có nguồn gốc từ tiếng Latinh muria để chỉ nước mặn.
Carl Jacob Löwig đã cô lập brom từ suối nước khoáng tại quê hương ông ở thị trấn Bad Kreuznach năm 1825. Löwig sử dụng dung dịch của muối khoáng này được bão hòa bằng clo và tách brom bằng dietylête. Sau khi cho bốc hơi ete thì một chất lỏng màu nâu còn đọng lại. Với chất lỏng này như một mẫu vật cho công việc của mình ông đã xin một vị trí tại phòng thí nghiệm của Leopold Gmelin tại Heidelberg. Sự công bố các kết quả bị trì hoãn và Balard đã công bố các kết quả của mình trước.
Sau khi các nhà hóa học Pháp là Louis Nicolas Vauquelin, Louis Jacques Thénard và Joseph-Louis Gay-Lussac đã xác nhận các thực nghiệm của dược sĩ trẻ Balard, các kết quả được thể hiện trong bài thuyết trình của Académie des Sciences và công bố trong Annales de Chimie et Physique. Trong bài công bố của mình Balard thông báo rằng ông đổi tên từ muride thành brome theo đề nghị của M. Anglada. Các nguồn khác lại cho rằng nhà hóa học và nhà vật lý Pháp Joseph-Louis Gay-Lussac đã gợi ý tên gọi brome do mùi đặc trưng của hơi của chất này. Brom đã không được sản xuất ở lượng cần thiết cho tới tận năm 1860.
Sử dụng thương mại đầu tiên, ngoài các ứng dụng nhỏ trong y học, là sử dụng brom trong daguerreotype. Năm 1840 người ta phát hiện ra rằng brom có một số ưu thế so với hơi iod được sử dụng trước đó để tạo ra lớp halide bạc nhạy sáng trong daguerreotype.
Bromide kali và bromide natri từng được sử dụng như là thuốc chống co giật và giảm đau vào cuối thế kỷ XIX và đầu thế kỷ XX, cho tới khi chúng dần dần bị thay thế bởi chloral hydrat và sau đó là bằng các barbiturat.

## Trạng thái tự nhiên
Brom tồn tại trong tự nhiên chủ yếu ở dạng hợp chất, màu đỏ nâu, hầu hết là muối bromide của kali, natri và magie. Hàm lượng brom trong tự nhiên ít hơn so với clo và fluor. Bromide kim loại có trong nước biển và nước hồ. Brom và hơi brom rất độc. Brom rơi vào da gây bỏng nặng.

### Đồng vị
Brom có 2 đồng vị ổn định: Br79 (50,69 %) và Br81 (49,31%) và ít nhất là 
23 đồng vị phóng xạ đã biết là tồn tại. Nhiều đồng vị của brom là các sản phẩm phân hạch hạt nhân. Một vài đồng vị nặng của brom từ phân hạch là các nguồn bức xạ neutron trễ. Tất cả các đồng vị phóng xạ của brom đều có thời gian tồn tại tương đối ngắn. Chu kỳ bán rã dài nhất thuộc về đồng vị nghèo neutron Br77 là 2,376 ngày. Chu kỳ bán rã dài nhất bên nhóm giàu neutron thuộc Br82 là 1,471 ngày. Một loạt các đồng vị của brom thể hiện các trạng thái đồng phân giả ổn định. Đồng vị ổn định Br79 cũng có trạng thái đồng phân phóng xạ có chu kỳ bán rã 4,86 giây. Nó phân rã bởi chuyển tiếp đồng phân tới trạng thái nền ổn định.

## Điều chế
Nguồn chính điều chế brom là nước biển. Sau khi đã lấy muối ăn (NaCl) ra khỏi nước biển, phần còn lại chứa nhiều muối bromide của kali và natri. Sau đó, sục khí clo qua dung dịch, ta có phản ứng hóa học sau:
- 2NaBr + Cl2 → 2NaCl+ Br2

Sau đó, chưng cất dung dịch, brom sẽ bay hơi rồi ngưng tụ lại.

## Tính chất
Brom là chất oxy hóa mạnh nhưng kém hơn clo. Brom phản ứng với hydro khi đun nóng (không gây nổ như clo)
- H2(k) + Br2(l) → 2HBr(k)

Brom oxy hóa được ion I-:
- Br2 + 2NaI → 2NaBr + I2

Brom tác dụng được với nước nhưng khó khăn hơn Clo:
- Br2 + H2O → HBr + HBrO

Brom còn thể hiện tính khử khi tác dụng với chất oxy hóa mạnh:
- Br2 + 5Cl2 + 6H2O → 2HBrO3 + 10HCl

## Ứng dụng
Brom dùng để chế tạo một số dược phẩm, phẩm nhuộm,.... Nó cũng được dùng chế tạo AgBr (bromide bạc) là chất nhạy với ánh sáng để tráng lên phim ảnh, chế tạo Sky-er